# Калье-де-Сильва
Калье-де-Сильва (исп. Calle de Silva) — улица в центре Мадрида, столицы Испании, расположенная в баррио Паласио и Универсидад (район Сентро). Она соединяет площадь Санто-Доминго с площадью Санта-Мария-Соледад-Торрес-Акоста, пересекаясь с улицами Гран-Виа и Калье-де-ла-Эстрелья.

## История
Калье-да-Сильва известна под своим с XVII века. Улица начинается на площади Санто-Доминго и, проходя в направлении юго-запад-северо-восток, в XIX веке заканчивалась на улице Калье-де-ла-Луна . Ныне на этом месте располагается площадь Санта-Мария-Соледад-Торрес-Акоста, также известная как площадь Луна. Калье-да-Сильва пересекает Гран-Виа, которая была спроектирована лишь в начале XX века.
Традиционно название улицы связывают с именами двух знатных землевладельцев, которые на ней жили, Гарсиа де Сильвы Фигероа и Хуана де Сильвы. Первый прославился как дипломат на службе у короля Филиппа III, второй же — как выдающийся благотоворитель. Он основал больницу Почтенного Третьего Ордена Святого Доминика, разместившуюся в нескольких домах на Калье-де-Сан-Бернардо, напротив ныне несуществующего монастыря Росарио.
В старом доме под № 39 на Калье-да-Сильва находилась больница «Буэна Дича», основанная в 1594 году настоятелем монастыря Сан-Мартин. В ней была очень маленькая церковь, единственной интересной особенностью которой была старая гробница с правой стороны алтаря. В период с 1914 по 1917 год эти здания были снесены, чтобы на их месте построить нынешнюю церковь Буэна Дича (Калье-да-Сильва, 21). В доме № 23 на этой улице с 1977 года до переезда на Калье-де-Хенова в начале 1980-х годов располагалась штаб-квартира консервативной партии Народный альянс.
- Табличка с названием улицы, работа керамиста Альфредо Руиса де Луны[исп.]
- Церковь Буэна Дича[исп.]